# Benoît Lepelletier
Benoît Lepelletier (* 10. Juli 1978) ist ein französischer Schachspieler. Er trägt seit 1995 den Titel Internationaler Meister.
Sein erster größerer internationaler Erfolg war ein zweiter Platz bei der U14-Weltmeisterschaft 1992 in Duisburg. Er nimmt regelmäßig an der französischen Einzelmeisterschaft teil. Sein bestes Ergebnis dort war der dritte Platz 1995 in Toulouse. Eine Großmeister-Norm erzielte er 1996 beim Tournoi du GMI du CEIT in Toulouse. In französischen Ligen spielt er für den Verein Thomas Bourgneuf - Créteil, mit der er in den Saisons 2005/06 und 2006/07 in der damals höchsten Spielklasse, der Top 16, spielte. Früher spielte er für Echiquier Orangeois, mit dem er in den Spielzeiten 2001/02 und 2003/04 in der höchsten Spielklasse (Nationale I beziehungsweise Top 16) vertreten war. Seine Elo-Zahl beträgt 2448 (Stand: März 2025). Im Januar 1997 hatte er mit 2485 seine bisherige höchste Elo-Zahl. Er war damals 13. der französischen Elo-Rangliste.